# Ai Sugiyama
Ai Sugiyama (杉山愛 Sugiyama Ai?,  nacida 5 de julio de 1975, Yokohama, Japón) es una jugadora nipona de tenis profesional, actualmente retirada.

## Grand Slam finales en dobles (9)

### Ganadas (3)
| Año  | Torneo        | Pareja               | Oponente en la final                | Resultado      |
| 2000 | US Open       | Julie Halard-Decugis | Cara Black Elena Likhovtseva        | 6–0, 1–6, 6–1, |
| 2003 | Roland Garros | Kim Clijsters        | Virginia Ruano Pascual Paola Suárez | 6–7, 6–2, 9–7  |
| 2003 | Wimbledon     | Kim Clijsters        | Virginia Ruano Pascual Paola Suárez | 6–4 6–4        |

### Finalista (7)
| Año  | Campeonato      | Pareja             | Oponente en la final           | Resultado     |
| 2000 | Wimbledon       | Julie Halard       | Serena Williams Venus Williams | 6–3, 6–2      |
| 2001 | Wimbledon       | Kim Clijsters      | Lisa Raymond Rennae Stubbs     | 6–4, 6–3      |
| 2004 | Wimbledon       | Liezel Huber       | Cara Black Rennae Stubbs       | 6–3, 7–6      |
| 2006 | Roland Garros   | Daniela Hantuchová | Lisa Raymond Samantha Stosur   | 6–3, 6–2      |
| 2007 | Roland Garros   | Katarina Srebotnik | Alicia Molik Mara Santangelo   | 7–6, 6–4      |
| 2007 | Wimbledon       | Katarina Srebotnik | Cara Black Liezel Huber        | 3–6, 6–3, 6–2 |
| 2009 | Australian Open | Daniela Hantuchová | Serena Williams Venus Williams | 6–3, 6–3      |

## Grand Slam finales en dobles mixta (1)

### Ganadas (1)
| Año  | Campeonato | Pareja          | Oponente en la final       | Resultado |
| 1999 | US Open    | Mahesh Bhupathi | Donald Johnson Kimberly Po | 6–4, 6–4  |

## Títulos WTA (43)

### Ganados individual (6)
| Legend (Doubles)      |
| Grand Slam (0)        |
| WTA Championships (0) |
| Tier I (0)            |
| Tier II (2)           |
| Tier III (4)          |
| Tier IV(0)            |

| No. | Fecha                 | Torneo                | Superficie | Oponente en la final | Resultado     |
| 1.  | 20 de abril de 1997   | Tokio, Japón          | Dura       | Amy Frazier          | 4–6, 6–4, 6–4 |
| 2.  | 11 de enero de 1998   | Gold Coast, Australia | Dura       | Maria Vento-Kabchi   | 7–5, 6–0      |
| 3.  | 19 de abril de 1998   | Tokio, Japón          | Dura       | Corina Morariu       | 6–3, 6–3      |
| 4.  | 2 de marzo de 2003    | Scottsdale, U.S.      | Dura       | Kim Clijsters        | 3–6, 7–5, 6–4 |
| 5.  | 26 de octubre de 2003 | Linz, Austria         | Dura       | Nadia Petrova        | 7–5, 6–4      |
| 6.  | 10 de enero de 2004   | Gold Coast, Australia | Dura       | Nadia Petrova        | 1–6, 6–1, 6–4 |

### Finalista individual (7)
- 1994: Surabaya (perdió frente a Elena Wagner)
- 1995: Oakland (perdió frente a Magdalena Maleeva)
- 1997: Gold Coast (perdió frente a Elena Likhovtseva)
- 1997: Moscú (perdió frente a Jana Novotná)
- 1999: Tokio (perdió frente a Amy Frazier)
- 2005: San Diego (perdió frente a Mary Pierce)
- 2006: Seúl (perdió frente a Eleni Daniilidou)

### Dobles Ganados (37)
| Legend (Doubles)      |
| Grand Slam (3)        |
| WTA Championships (0) |
| Tier I (9)            |
| Tier II (17)          |
| Tier III (7)          |
| Tier IV(1)            |

## Participación histórica en dobles
| Torneo          | 1993 | 1994 | 1995 | 1996 | 1997 | 1998 | 1999 | 2000 | 2001 | 2002 | 2003 | 2004 | 2005 | 2006 | 2007 | 2008 | Carrera |
| --------------- | ---- | ---- | ---- | ---- | ---- | ---- | ---- | ---- | ---- | ---- | ---- | ---- | ---- | ---- | ---- | ---- | ------- |
| Australian Open | 1R   | A    | 2R   | 2R   | 1R   | CF   | 2R   | CF   | SF   | 3R   | CF   | SF   | 3R   | 3R   | CF   | 2R   | 30-13   |
| Roland Garros   | A    | A    | 2R   | 2R   | 2R   | 3R   | CF   | SF   | 3R   | SF   | G    | 1R   | 2R   | F    | F    | 2R   | 36-13   |
| Wimbledon       | A    | 1R   | 1R   | 1R   | 1R   | 3R   | 2R   | F    | F    | 3R   | G    | F    | CF   | 1R   | F    | 2R   | 34-14   |
| US Open         | A    | 2R   | 3R   | 1R   | 2R   | A    | 1R   | G    | A    | 1R   | 2R   | SF   | 3R   | 2R   | CF   | 3R   | 23-10   |